# 인체탐험대
《인체탐험대》는 대한민국의 SBS에서 2007년 11월 11일부터 2008년 2월 3일까지 방영된 예능 프로그램으로, 《일요일이 좋다》의 한 코너이다. 우리 몸과 관련된 여러 가지 궁금증을 슈퍼주니어가 실험을 통해 확인해보는 것이 프로그램의 주요 골자이다.

## 방영 목차
| 회차 | 날짜             | 내용               |
| ---- | ---------------- | ------------------ |
| 1회  | 2007년 11월 11일 | 미각과 시각        |
| 2회  | 2007년 11월 18일 | 위                 |
| 3회  | 2007년 11월 25일 | 힘 (1부)           |
| 4회  | 2007년 12월 2일  | 힘 (2부)           |
| 5회  | 2007년 12월 9일  | 웃음               |
| 6회  | 2007년 12월 16일 | 평형감각           |
| 7회  | 2007년 12월 23일 | 유연성             |
| 8회  | 2007년 12월 30일 | 눈물               |
| 9회  | 2008년 1월 6일   | 반사신경           |
| 10회 | 2008년 1월 13일  | 반사신경           |
| 11회 | 2008년 1월 20일  | 실전 편(사극)      |
| 12회 | 2008년 1월 27일  | 실전 편(수중)      |
| 13회 | 2008년 2월 3일   | 실전 편(개의 후각) |

## 논란
- 당시 MBC의 동시간대 프로그램인 일요일 일요일 밤에의 코너 불가능은 없다와 동안클럽에 출연하고 있었던 강인은 해당 프로그램 및 진행을 맡고 있었던 MBC의 음악 프로그램 쇼! 음악중심에서 연이어 하차했다.[1] 일밤의 제작진은 "동시간대에 방송되는 경쟁사 프로그램 출연은 상도에 어긋나는 일이라 도중하차한 것이지 강제퇴출은 아니며 강인을 포함한 슈주에 대한 출연 정지 처분은 없다"고 밝혔다.[2] 이와 관련해 강인의 소속사 SM 측은 "SBS 측에서 일밤과 시간대가 겹치지 않게 편성하겠다고 해서 출연했으며, 이 사실을 MBC 쪽에 설명했지만 하차가 결정됐다."고 주장했다.[3] 일요일 일요일 밤에와 쇼! 음악중심의 고재형 책임 프로듀서는 "자신이 관련된 프로그램에서 SM 소속 연예인의 출연은 힘들 것"이라고 밝혔다.[3] 강인은 11월 30일 MBC 도전 예의지왕에 출연했으며, 슈퍼주니어는 12월 1일 MBC에서 방송된 <2007 어린이에게 새 생명을>에도 출연했다.[3] 그러나 2008년 가을 동방신기가 놀러와와 쇼! 음악중심에 출연할 때까지[4][5] SM 소속 가수들은 1년 넘게 쇼! 음악중심을 비롯해 각종 예능 프로그램은 물론 2007 MBC 가요대제전 시상식에도 불참하는 등 갈등이 이어졌다.[6]
- 2008년 1월 20일 방영분에서 레일 위에 놓인 모형말을 타고 활을 쏘는 내용이 일본 후지 TV의 음악 프로그램 HEY!HEY!HEY!Music champ와 흡사하다는 논란에 휩싸였다.[7]
- 프로그램 폐지와 관련해 어떠한 사전 고지도 없이 마지막 방송일로부터 열흘이 지난 후에야 게시판을 통해 프로그램 폐지 소식을 알렸다.[8]

## 같이 보기
- 슈퍼주니어
- SBS
- 일요일이 좋다